# 광전자 분광학

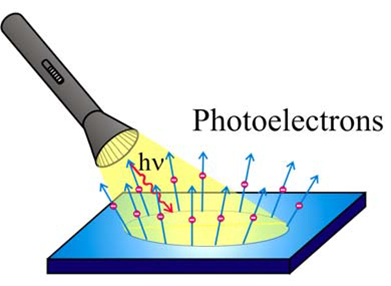

광전자 분광학(Photoelectron Spectroscopy, PES) 은 높은 주파수의 광선 (자외선 혹은 x-선) 을 시료에 비추고 방출된 광전자의 운동에너지를 측정한다. 전자의 운동 에너지에 따른 단위 시간당 광전자의 수가 그래프나 스펙트럼으로 나타난다. 광전자 분광학은 영의 값을 기준으로 각각의 원자 오비탈의 에너지를 결정할 수 있으므로 원자구조를 양자적으로 설명하는데 도움이 된다. 광전자 분광학은 분자 결합의 분자오비탈을 확인하고 분자오비탈의 결합 에너지를 측정할 수 있기 때문에 분자내의 전자 구조를 연구하는데 매우 유용한 방법이다.

## 원리
21.22eV의 에너지를 가지는 58.43nm 파장의 헬륨(I) 광선을 이용하여 이원자 기체 시료의 광전자 분광 측정을 한다고 가정해보자. 에너지 분석기를 이용하여 방출된 광전자의 운동에너지를 측정한 스펙트럼은 여러 개의 피크 (peak) 로 이루어지고 각각의 피크를 i로 표시한다. 광자의 에너지를 알고 있기 때문에 전자의 운동에너지로부터 전자가 자유로워지는데 필요한 결합에너지인 BEi를 결정하는 것은 다음의 식을 따른다.
hν광자{\displaystyle -{1 \over 2}m_{e}v^{2}=BE_{i}}
이온화에너지는 광전자가 생성된 오비탈의 결합에너지의 음의 값이라는, IEi=-BEi, 쿠프만 (Koopmans) 이론은 광전자 분광법으로 얻은 실험 값과 결합에너지의 양자이론 값을 비교 확인하는 유용한 방법을 제공한다. 하지만 쿠프만 이론은 광방출 (photoemission)에 의해 생성된 이온이 중성 모분자 (parent molecule) 와 같은 오비탈 에너지를 가진다는 가정을 포함하기 때문에 근사법이다. 또한 광자에 의해 공급 받는 에너지 중 일부는 이온을 Ei(진동) 만큼 들뜬 진동 상태로 만드는데 사용한다. 그러므로 에너지 보존식은 다음과 같이 표현할 수 있다.
hν광자{\displaystyle -{1 \over 2}m_{e}v^{2}=BE_{i}}+Ei(진동)
진동 에너지는 양자화되어서 단진자 진동은 Ei(진동)=nhν진동(진동 양자수 n=0, 1, 2, 3, …)으로 표현된다. 진동 에너지 들뜸 현상을 고려하면 스펙트럼에 나타나는 피크 i는 좁은 폭을 가진 피크의 시리즈이다. 근접한 피크간의 거리는 이원자 이온의 진동수에 의해 결정된다.
hν광자{\displaystyle -{1 \over 2}m_{e}v^{2}=BE_{i}}+nhν진동 n=0, 1, 2, 3, …
결합 에너지를 알면 물질이 어떤 화학 조성을 갖고 있는지를 알 수 있다. 고체 내에서 가전자 (valence electron)은 화학적 결합 (chemical bonding) 에 영향을 준다. 내각전자 (core electron)는 원자에 속박되어 있어 화학적 결합에 참여하지 못한다. 하지만 내각전자의 결합 에너지는 주위 환경의 변화에 많은 영향을 받는다. 이를테면, 표면의 변화, 다른 형태의 결정 구조, 이웃하는 원자의 변화 등은 원자의 가전하 (valence charge)의 변화에 영향을 준다. 가전하 (valence charge)의 변화는 내각전자 (core electron) 와 전자핵 사이의 상호작용에 영향을 주고 이는 결국 내각전자의 결합상태에 영향을 준다. 이 때문에 측정된 내각준위 (core level)의 결합에너지 (binding energy) 로부터 전기적, 화학적, 구조적 정보를 얻을 수 있다.

## 적용
광전자분광 기술은 전통적으로 X-선 영역의 단일 파장 빛을 사용하는 X-선 광전자 분광(X-ray photoelectron spectroscopy,XPS)과 UV 영역의 빛을 사용하는 UV 광전자 분광(ultraviolet photoelectron spectroscopy, UPS)으로 나뉠 수 있다. XPS는 1000∼1500 eV 정도의 에너지를 가지는 X-선을 사용하여 주로 시료 내부 원자의 core level에서 방출되는 전자를 분석하여, 시료에 있는 원소의 종류, 화학상태, 농도 등을 알아내는 기술로서, 많은 상용 장비가 판매되고 있고 분석 방법이나 사용법 등이 널리 알려져 있다. UPS는 10∼20 eV 정도의 극자외선(extreme UV) 영역의 빛을 사용하여 시료의 가전자(valence electron) 영역의 전자를 방출도록 하여, 화학결합에 직접 참여하는 전자들이 고체 내에서 가질 수 있는 다양한 상태를 알 수 있도록 해 주는 기술이다. 특히 소위 각분해 UPS(angle-resolved UPS, ARUPS/ARPES)는 단결정 시료의 밴드구조를 직접 측정할 수 있기 때문에 이러한 측정이 물질의 특이한 성질을 이해하는데 중요한 요인이 되는 고온 초전도체나 거대 자기저항 물질 등에서 물리적 성질을 파악하는데 지대한 공헌을 하고 있다.